# Alexander Garden
Alexander Garden ( 1730 – 1791) fue un botánico escocés, cuyo nombre pervive en la florística del género Gardenia, además fue médico y zoólogo. Nacido y educado en Escocia, vivió muchos años en Charleston (Carolina del Sur), usando su tiempo libre en el estudio botánico y zoológico, y enviando especímenes al famosísimo naturalista sueco Carlos Linneo.
Garden nació en enero de 1730 en Birse, Aberdeenshire, hijo de un clergyman. Estudió medicina en el Marischal College a mediados de los 1740, descubriendo un interés en Historia natural mientras se hallaba allí. Después de dos años como asistente cirujano en la Armada, continuó sus estudios médicos en la Universidad de Edimburgo. Uno de sus profesores fue Charles Alston, Botánico y Conservador Real del Jardín de Holyrood donde se estudiaban y cultivaban plantas medicinales; Alston fue muy influyente en el creciente interés por la botánica del Jardín.
Le surgió una oportunidad de practicar la medicina en Carolina del Sur, donde su padre, el Reverendo Alexander Garden, llevaba a cabo su ministerio en la congregación en Charleston. Y el joven Garden arribó allí en abril de 1752, y comenzó a trabajar en la Parroquia Prince William. El "Marischal College" le otorgó su MD en 1754, y al año siguiente, se mudó a Charleston (en esa época llamado Charles Town) donde se casó con Elizabeth Peronneau (1739–1805). Sus hijos: Alexander, Margaret A., Harriotte, Juliette (casada con Alexander Fotheringham), y William.

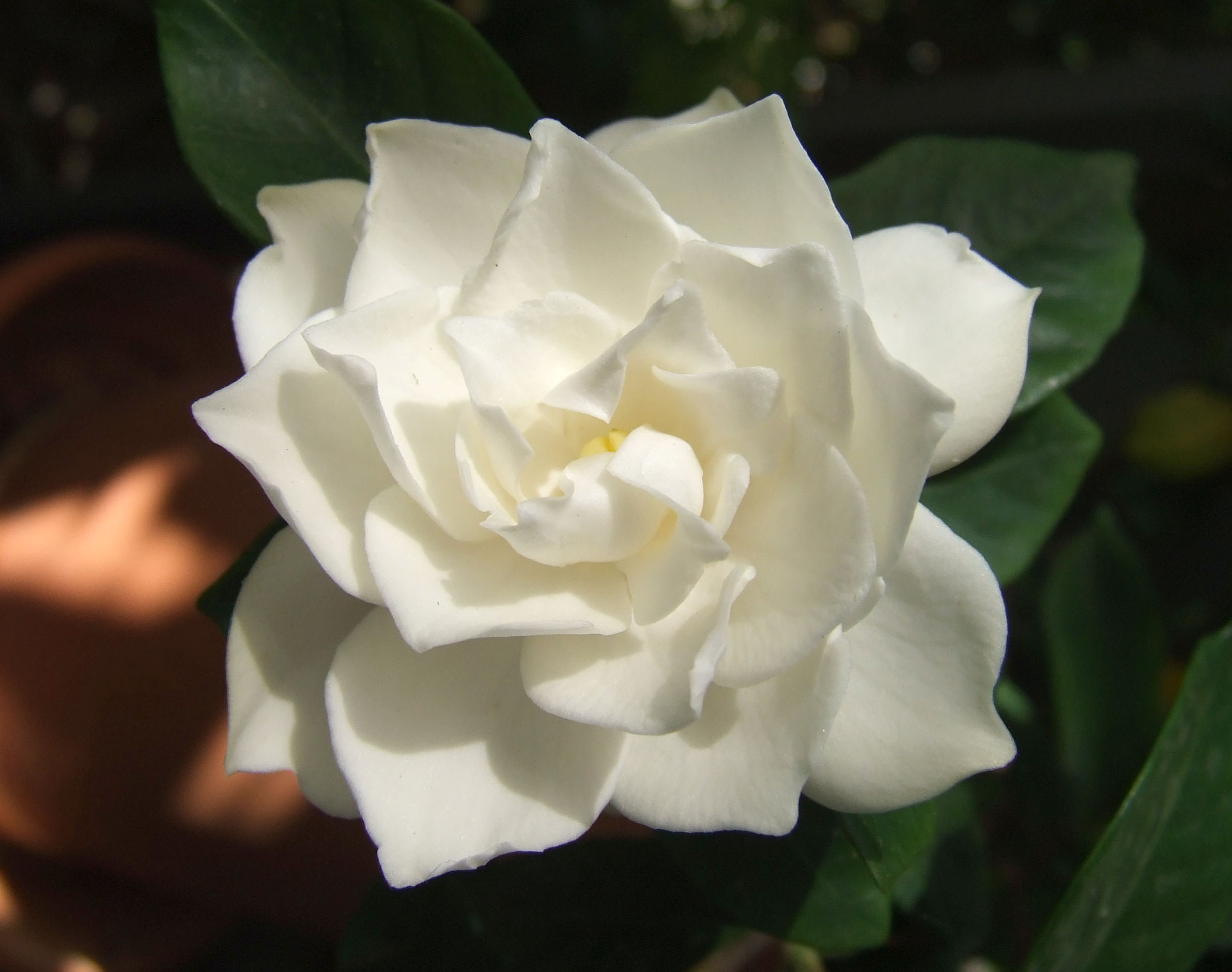
Una flor de Gardenia (epónimo por Alexander Garden

Garden tuvo una práctica muy intensa, pero encontró el tiempo para dedicarse a su mayor pasión. Recolectó y estudió la flora y la fauna, y enviaba especímenes a John Ellis, un comerciante en lino, naturalista, y zoólogo de Londres, y al genial Carlos Linneo de Suecia, Después de haber publicado su taxonomía linneana en 1754. No había interlocutores con intereses similares: 

- "no hay un alma que sepa por lo menos el iota de la Historia natural,"

 escribió a Ellis - por lo tanto, sus conversaciones botánicas y zoológicas las llevaba a cabo por correspondencia. Sus paquetes a Europa incluían "aves, peces, reptiles, anfibios, insectos, y plantas" de Carolina del Sur o fuera de ella, algunas de nuevas especies o géneros, que se describen a continuación, en la literatura científica.
Envió varios especímenes de magnolias y Gordonia a Londres, y escribió descripciones de Stillingia y de Fothergilla, pero, irónicamente, la planta que lleva su nombre no tiene nada que ver con su esfuerzo, y ni siquiera de América . Linnaeus tuvo que nombrar una planta, después del deceso de Garden, y, finalmente, Ellis le convenció de usar Gardenia como epónimo del jazmín del Cabo, también jessamine del Cabo.
Sus intereses zoológicos le llevaron a escribir sobre insectos cochineales y sobre Sirena lacertina, llamada la iguana barrosa. Una de las sirenas de Garden, aún se halla en el Museo de Historia Natural de Londres, momificada en una jarra. Como doctor, usó sus conocimientos científicos en la epidemia de viruela de Charleston, en 1760, cuando inoculó a más de 2.000 personas, y publicó un ensayo sobre las propiedades medicinales de la Spigelia marilandica.
Durante la guerra de la independencia estadounidense, se puso del lado británico y enviado felicitaciones a Cornwallis, luego de la batalla de Camden. Dos años más tarde, su propiedad fue confiscada, y tuvo que dejar Carolina del Sur, y en 1783 se fue a vivir a Westminster en Londres. Su salud había sido mala durante mucho tiempo, y murió de tuberculosis el 15 de abril de 1791.

## Honores
Garden fue miembro de varias sociedades científicas, y fue elegido miembro de la Royal Society de Londres. Fue vicepresidente de ea Sociedad; y, se decía que era respetado por su "benevolencia, alegría y agradables modales".
- La abreviatura «Garden» se emplea para indicar a Alexander Garden como autoridad en la descripción y clasificación científica de los vegetales.[8]